# Jatisawit (Jatibarang)
Jatisawit is een bestuurslaag in het regentschap Indramayu van de provincie West-Java, Indonesië. Jatisawit telt 3331 inwoners (volkstelling 2010).